# Stanisław Jastrzębski (komunista)
Stanisław Jastrzębski pseud. Stary, Vanagas (ur. 16 listopada 1894 w Kownie, zm. 5 września 1967 w Szczecinie) - działacz komunistyczny.
Był synem Grzegorza, działacza SDKPiL. Skończył rosyjską szkołę podstawową. Podczas rewolucji 1905-1907 pomagał w kolportażu wydawnictw SDKPiL, od 1909 pracował w fabryce metalowej w Lipawie, ukończył tam wieczorową szkołę zawodową. W 1914 zmobilizowany do rosyjskiej armii, skierowany do szkoły podoficerskiej, walczył na froncie zachodnim i rumuńskim. Od marca 1917 szef 7 kompanii w Pułku Biełgorodzkim. Agitator na rzecz listy SDPRR(b) podczas wyborów do Konstynuanty. Od listopada 1917 pracował w warsztatach kolejowych w Biełgorodzie. 1917/1918 brał udział w obronie Biełgorodu przed wojskami niemieckimi, po ewakuacji miasta udał się do Kowna, potem do Wiłkomierza, gdzie 1918-1919 był instruktorem Miejskiego Komitetu Wojskowego ds. powszechnego wyszkolenia wojskowego. Od 1918 członek i działacz Komunistycznej Partii Litwy i Białorusi. Od marca 1919 walczył w Oddziale Czerwonych Partyzantów im. Róży Luksemburg, dostał się do litewskiej niewoli, więziony w Kownie, w 1920 uwolniony, później był robotnikiem budowlanym w okolicach Wiłkomierza. W 1921 wrócił do kraju i osiadł w Warszawie, gdzie do września 1939 pracował w fabrykach metalowych. W 1921 wstąpił do Związku Robotników Przemysłu Metalowego, a w 1923 do KPRP. 1928-1931 działał w PPS-Lewicy. Podczas okupacji był cieślą na budowach w Warszawie i w Wesołej, od 1940 działacz Stowarzyszenia Przyjaciół ZSRR, od 1942 PPR i GL. W 1944 osadzony w obozie przesiedleńczym w Zakroczymiu, od 1945 pracował w Warszawskim Komitecie Wojewódzkim PPR, a od 1947 na kierowniczych stanowiskach w przedsiębiorstwach budowlanych w Szczecinie. Był odznaczony Krzyżem Komandorskim Orderu Odrodzenia Polski.